# Педриель, Рикардо
Рикардо Педриель Суарес (исп. Ricardo Pedriel Suárez; родился 19 января 1987 года, Санта-Крус-де-ла-Сьерра, Боливия) — боливийский футболист, нападающий клуба «Хорхе Вильстерманн» и сборной Боливии.

## Клубная карьера
Педриель — воспитанник клуба «Хорхе Вильстерманн». 23 апреля 2006 года в матче против «Дестроерс» он дебютировал в чемпионате Боливии. В этом же поединке Рикардо забил свой первый гол за команду. Вскоре он завоевал место в основе и в помог клубу выиграть чемпионат.
Летом 2008 года Педриель перешёл в румынский «Стяуа». Сумма трансфера составила 200 тыс. евро. 17 октября в матче против «Оцелула» он дебютировал в чемпионате Румынии. Рикардо редко выходил на поле и в основном играл за дубль. Для получения игровой практики в 2009 году он на правах аренды перешёл в турецкий «Гиресунспор».
Летом 2010 года Педриель на постоянной основе перешёл в «Сивасспор». 29 сентября в матче против «Манисаспора» он дебютировал в турецкой Суперлиге. 31 октября в поединке против «Бешикташа» Рикардо забил свой первый гол за «Сивасспор».
В начале 2014 года он вернулся на родину в «Боливар». 2 февраля в матче против своего родного клуба «Хорхе Вильстерманн» Рикардо дебютировал за новую команду. 16 марта в поединке против «Гуабиры» Педриель забил свой первый гол за «Боливар». В матче Кубка Либертадорес против бразильского клуба «Фламенго» он забил гол.
Летом того же года Рикардо вернулся в Турцию, где заключил контракт с «Мерсин Идманюрду». 30 августа в поединке против «Бешикташа» он дебютировал за новую команду. 8 февраля 2015 года в матче против «Касымпаши» Педриель забил свой первый гол за «Идманюрду».

## Международная карьера
В 2007 году в составе молодёжной сборной Боливии Педриель принял участие в молодёжном чемпионате Южной Америки в Парагвае.
6 февраля 2008 года в товарищеском матче против сборной Перу Рикардо дебютировал за сборную Боливии. В этом же поединке он забил свой первый гол за национальную команду.
В 2011 году Педриель был включён в заявку сборной Боливии на участие в Кубке Америки в Аргентины. На турнире он принял участие в матче против сборной Колумбии.
В 2015 году Рикардо попал в заявку на участие в Кубке Америки в Чили. На турнире он сыграл в матчах против сборных Мексики, Эквадора, Чили и Перу.

### Голы за сборную Боливии
| #   | Дата            | Место                                       | Противник | Счёт | Результат | Соревнование      |
| --- | --------------- | ------------------------------------------- | --------- | ---- | --------- | ----------------- |
| 01. | 6 февраля 2008  | Эрнандо Силес, Ла-Пас, Боливия              | Перу      | 1:0  | 2:1       | Товарищеский матч |
| 02. | 29 марта 2011   | Карлос Саласар Хийо, Масатенанго, Гватемала | Гватемала | 1:1  | 1:1       | Товарищеский матч |
| 03. | 29 февраля 2012 | Феликс Каприлес, Кочабамба, Боливия         | Куба      | 1:0  | 1:0       | Товарищеский матч |

## Достижения
Командные
 «Хорхе Вильстерманн»
- Чемпионат Боливии по футболу — Клаусура 2006